# Les Ferreres (Rellinars)
Les Ferreres és una masia del municipi de Rellinars (Vallès Occidental) inclosa en l'Inventari del Patrimoni Arquitectònic de Catalunya.

## Descripció
La masia original era de planta rectangular a la que posteriorment s'han anant afegint diferents cossos adossats. El cos original és un edifici rectangular amb teulada a dues vessants de teules àrabs i carener lateral a la façana. Aquesta, presenta tres nivells amb planta baixa, pis i golfes.
El repartiment de les obertures és força simètric. A la planta baixa, hi ha la porta d'entrada amb arc adovellat i al pis, hi ha una balconada correguda (segurament de construcció posterior). Les finestres que donen sortida al balcó són rectangular i allindanades amb pedra treballada; la que es troba just sobre la porta, té la llinda i laterals motllurats i apareix la data de 1614 a un costat. A les golfes hi ha tres finestres senzilles de mida reduïda i una quarta que té ampit i barana de ferro.
Posteriorment s'afegiren diferents cossos adossats segons les necessitats de cada moment. A la dreta, encara es conserva el cos dedicat a les feines relatives als cultius vinícoles, importants en tota la contrada.
Davant la façana principal, s'obre un pati que arriba fins a l'extrem on se situa la capella de la casa. Fora d'aquesta tanca, se n'origina una segona que envolta els edificis annexos posteriors.